# Sông Nakdong
Sông Nakdong (tiếng Hàn: 낙동강; Hanja: 洛東江; Romaja: Nakdonggang; Hán-Việt: Lạc Đông Giang) là sông dài nhất ở Hàn Quốc và thứ hai trên bán đảo Triều Tiên sau sông Áp Lục, và chảy qua các thành phố lớn như Daegu và Busan.

## Địa lý
Sông Naktong chảy từ dãy núi Taebaek đến Biển Nhật Bản. Sông xuất phát từ nơi giao cắt của các con suối Cheolamcheon và Hwangjicheon ở Dongjeom-dong, thành phố Taebaek, tỉnh Gangwon. Từ đó đến cửa sông có độ dài 510 km (320 dặm). Sông rộng 3200 m. Các chi lưu của sông này có các sông Yeong, Geumho, và Nam. Cùng với các chi lưu của nó, sông  Nakdong cung cấp nước cho phần lớn các tỉnh Bắc Gyeongsang và Nam Gyeongsang, cùng với các phần nhỏ của Bắc Jeolla, Nam Jeolla, và Gangwon. Lưu vực sông này là 23.384 km² (9.029 dặm vuông). Lưu lượng trung bình tại Haman là 383 m³/s (13.526 ft3/s). Gần Andong, một loạt các đập thủy điện đã được xây dựng, tạo thành một chuỗi các hồ nhân tạo nhỏ, trong đó hồ Andong là lớn nhất.